# Hugh Lee Pattinson

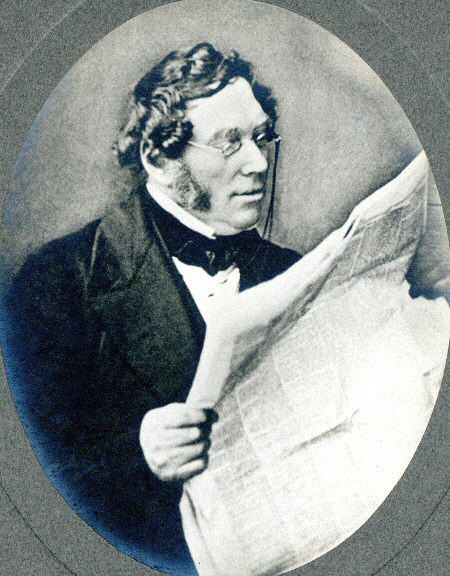
Hugh Lee Pattinson

Hugh Lee Pattinson (* 25. Dezember 1796 in Alston (Cumbria); † 11. November 1858  in Newcastle-upon-Tyne) war ein britischer Chemiker und Industrieller. Er ist für den nach ihm benannten Pattinson-Prozess zur Trennung von Silber und Blei bekannt.

## Leben und Werk
Pattinson stammte aus einer Quäker-Familie, sein Vater war Ladenbesitzer in Alston. Er interessierte sich früh für Chemie und arbeitete ab etwa 1825 in einer Seifenfabrik und als Münzprüfer.
Um 1829 fand er die Grundlagen für sein Verfahren zur Trennung von Silber und Blei durch langsame Kristallisation, hatte aber noch nicht genug Geld um es fortzuentwickeln und arbeitete ab 1831 als Aufseher in einer Bleifabrik. 1834 kündigte er, um eine eigene Firma zu gründen. Sein Verfahren, das wirtschaftlicher war als die vorher verwendete Kupellation, wurde 1833 patentiert und machte ihn wohlhabend. 1850 gründete er mit seinem Schwiegersohn  Isaac Lowthian Bell und Robert Benson Bowman eine Chemiefabrik. Ein weiterer Schwiegersohn war der Kabelhersteller Robert Stirling Newall (1812–1889).
Er erfand auch ein neues Bleiweiß (Bleioxichlorid). Pattinson ist auch für frühe Daguerreotypien bekannt (um 1840).

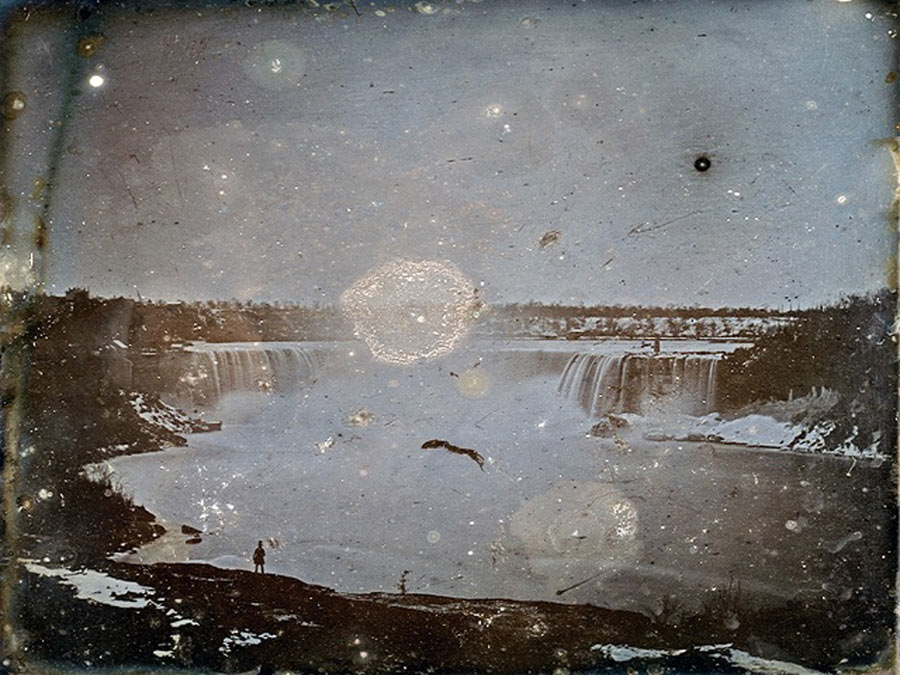
Niagara-Fälle 1840, Daguerreotypie von Pattinson

1852 wurde er Fellow der Royal Society. Nach Übertritt zur anglikanischen Kirche heiratete er 1815 Phoebe Walton und hatte mit ihr drei Töchter und drei Söhne.